# Papineau-Cameron
Papineau-Cameron es un municipio canadiense situado en la provincia de Ontario.

## Superficie
Papineau-Cameron tiene una superficie de 564,23 km².

## Demografía
En 2021, tenía 982 habitantes, una densidad poblacional de 1,7 hab./km², y 495 viviendas.